# Berhaneyesus Demerew Souraphiel
Berhaneyesus Demerew kardinál Souraphiel (* 14. července 1948, Tchela Claka) je etiopský katolický kněz a arcibiskup Addis Abeby.

## Život
Narodil se 14. července 1948 v Tchela Claka, v apoštolském vikariátu Harar. Vstoupil do menšího semináře v Guderu, který řídili otcové lazaristé. Poté nastoupil do vyššího semináře v Makanisse, kde studoval a získal licenciát z filosofie. Na kněze byl vysvěcen 4. července 1976.
Po vysvěcení působil v Addis Abebě. Roku 1980 byl zvolen delegátem na Generální lazaristické shromáždění v Římě. Zde pokračoval ve studiu na Papežské Gregoriánské univerzitě, kde získal doktorát ze sociologie.
Roku 1983 se vrátil do Etiopie, kde pokračoval v pastorální práci v Addis Abebě a roku 1990 byl zvolen superiorem Lazaristického domu ve stejném městě. Poté působil jako biskupský vikář v Kaffě a Illubaboru.
Dne 10. června 1994 jej papež Jan Pavel II. zvolil prvním apoštolským prefektem Jimmy–Bongy.
Dne 7. listopadu 1997 byl jmenován apoštolským administrátorem Addis Abeby a titulárním biskupem z Bity. Biskupské svěcení přijal 25. ledna 1998 z rukou kardinála Paulose Tzadui a spolusvětiteli byli biskup Yohannes Woldegiorgis a biskup Woldetensaé Ghebreghiorghis.
Tuto funkci vykonával do 7. července 1999, kdy byl ustanoven metropolitním arcibiskupem této arcidiecéze.
Je členem Kongregace pro východní církve.
Dne 14. února 2015 jej papež František na konzistoři jmenoval kardinálem s titulem-kardinál kněz ze San Romano martire.